# 映画/夕暮れメモライザ
「映画/夕暮れメモライザ」（えいが/ゆうぐれメモライザ）は、神聖かまってちゃんの限定シングル。

## 解説
このシングルは、同日に発売された『つまんね』に封入された応募ハガキに、『みんな死ね』封入された応募券を貼付し送ると、プレゼントされた。 。
シングルに入っている音源はデモ音源だが、後日再録音され『8月32日へ』に収録された  。

## 収録曲
（全作詞・作曲 : の子、編曲 : 神聖かまってちゃん）
1. 映画
2. 夕暮れメモライザ